# Caesars World
Caesars World, Inc., tidigare Lum's Inc., var ett amerikanskt företag inom gästgiveri och hasardspel. De hade verksamheter i USA, där kasinonen Caesars Palace i Paradise i Nevada och Caesars Atlantic City i Atlantic City i New Jersey var de som genererade de största intäkterna åt dem.
Företaget hade sitt huvudkontor i Paradise i Nevada.

## Historik
Caesars World hade sitt ursprung från 1956 när bröderna Clifford S. Perlman och Stuart Perlman köpte ett korvstånd i Miami Beach i Florida. Företaget fick namnet Lums på grund av en skylt på korvståndet. Det gick så pass bra att man beslutade att expandera. 1961 blev Lums ett publikt aktiebolag. Fyra år senare blev man kontaktad av E.C.K Chivers som föreslog att de skulle börja sälja franchiserätter till Lums, som blev företagets första och stora genombrott. På slutet av 1960-talet förvärvade man flera företag, däribland kasinot Caesars Palace för $58 miljoner. Företaget valde att byta inriktning och koncentrerade sig helt på kasinoverksamheten i Nevada. De sålde av 340-350 restauranger till affärsmannen John Y. Brown, Jr. ägaren till Kentucky Fried Chicken (KFC), för $4 miljoner. Man beslutade också att ändra namn från Lums, Inc. till Caesars World, Inc.
1972 köpte man ett annat kasino i The Thunderbird från Del Webb Corporation för $13,6 miljoner i syfte att riva det och bygga ett nytt kasino/hotell för $150 miljoner och där den skulle heta Mark Antony, det engelska namnet för den romerska fältherren Marcus Antonius. Caesars kunde dock inte få in tillräckligt med kapital för projektet så man sålde The Thunderbird fyra år senare för $9 miljoner. På 1970-talet hade man haft en del affärer med den Miami-baserade advokaten Alvin Malnik, som hade nära kopplingar till Meyer Lansky som ingick i det Atlantic City-baserade maffian National Crime Syndicate. Detta ledde till att Caesars var involverad i en del skumraskaffärer med Malnik och hans affärspartner Sam Cohen och dennes två söner i North Miami Beach i Florida och där pengar användes från en pensionsfond tillhörande fackförbundet Teamsters. Detta sågs inte med blida ögon från Nevadas spelkommission, Nevada Gaming Commission, som gav Caesars varningar vid tre tillfällen mellan 1971 och 1976 för deras kopplingar till dessa individer. 1976 legaliserades hasardspel i delstaten New Jersey, dock endast i staden Atlantic City. Året efter köpte Caesars ett hotell som tillhörde hotellkedjan Howard Johnson's och renoverade den samt byggde ett anslutande kasino till hotellet. Den 26 juni 1979 invigdes den som Boardwalk Regency, dock var Caesars spellicens endast temporär på grund av sina affärer med Malnik och Cohen. New Jerseys spelkommission New Jersey Casino Control Commission (NJCCC) meddelade att de inte skulle utfärda någon permanent spellicens till Caesars så länge bröderna Perlman var involverade i företaget.
1980 köpte Caesars ut bröderna för $98 miljoner för att få sin permanenta spellicens i Atlantic City. I december 1988 köpte den New York-baserade affärsmannen Donald Trump 2,5% av Caesars och han signalerade om att han hade för avsikt att förvärva minst 15% och eventuellt bli majoritetsaktieägare med minst 50% av företaget. Trump var intresserad av att sälja av kasinot Caesars Atlantic City och namnge sitt ofärdiga kasino Trump Taj Mahal med Caesars namn. Det blev dock inget med det eftersom han sålde av sina aktier i Caesars några månader senare på grund av krav från NJCCC att inte investera i konkurrerande kasinon om han ville ha förnyad spellicens i Atlantic City. 1995 köpte konglomeratet ITT Corporation Caesars för $1,7 miljarder. Namnet Caesars har använts av de efterföljande kasinoföretagen Caesars Entertainment, Inc. (2004–2005) och Caesars Entertainment Corporation (2010–).

## Tillgångar
Datum: 31 juli 1994.
|                        | Namn                    | Ort                                  | Invigd | Antal hotellrum | Spelyta (m2) |
| ---------------------- | ----------------------- | ------------------------------------ | ------ | --------------- | ------------ |
|                        | Caesars Atlantic City   | Atlantic City, New Jersey, USA       | 1979   | 641             | 6 875        |
|                        | Caesars Palace          | Paradise, Nevada, USA                | 1966   | 1 501           | 10 963       |
|                        | Caesars Tahoe           | Stateline, Nevada, USA               | 1980   | 440             | 3 716        |
| Caesars Pocono Resorts |                         |                                      |        |                 |              |
|                        | Caesars Brookdale       | Pocono Township, Pennsylvania, USA   | —      | 127             | —            |
|                        | Caesars Cove Haven      | Lakeville, Pennsylvania USA          | —      | 282             | —            |
|                        | Caesars Paradise Stream | Paradise Township, Pennsylvania, USA | —      | 171             | —            |
|                        | Caesars Pocono Palace   | East Stroudsburg, Pennsylvania, USA  | —      | 169             | —            |
| Totalt                 | Totalt                  | Totalt                               | Totalt | 3 331           | 21 554       |
| Framtida               |                         |                                      |        |                 |              |
|                        | Caesars Windsor1        | Windsor, Ontario, Kanada             | 1998   | 300             | 4 645        |

1 = Kasinot var ej färdigställt när ITT köpte Caesars World.